# Nora (kolonia fenicka)
Nora – starożytne miasto, kolonia fenicka znajdująca się na południu Sardynii nad zatoką Cagliari w okolicach dzisiejszej miejscowości Porto Foxi.

## Historia
- VIII wiek p.n.e. – założenie przez Fenicjan kolonii
- VI wiek p.n.e. – początek wpływów Kartaginy, przebudowa miasta
- III wiek p.n.e. – podbój przez Rzymian